# Die Schöne Rarität
Die Schöne Rarität (Untertitel Monatsschrift für expressionistische Literatur und Graphik) war eine expressionistische Zeitschrift, die von 1917 bis 1919 im Verlag von Adolf Harms in Kiel erschien.
Die Zeitschrift Die Schöne Rarität erschien im ersten Jahrgang vom Juli 1917 bis März 1918 in neun Heften, im 2. Jahrgang von April 1918 bis März 1919 in zwölf Heften. Sie enthielten Gedichte und Beiträge verschiedener Autoren wie Bess Brenck-Kalischer, Max Brod, Hedwig Caspari, Albert Ehrenstein, Rudolf Friedmann, Claire Goll, Iwan Goll, Oskar Maria Graf, Kurt Heynicke, Klabund, A. Rudolf Leinert, Wilhelm Morgner, Walter Rheiner, Curt Saemann, Anton Schnack, Otto Tetjus Tügel und Paul Zech.
Illustriert waren die Hefte mit Original-Holzschnitten bzw. Reproduktionen zeitgenössischer Künstler; die Redaktion des graphischen Teils hatte Georg Tappert. Zu den mitwirkenden Künstlern gehörten u. a. Rudolf Čapek, Ewald Dülberg, Conrad Felixmüller, Walter Otto Grimm, Erich Heckel, Karl Jakob Hirsch, Lothar Homeyer, Bernhard Klein, César Klein, Max Pechstein und Georg Schrimpf.
Das letzte Heft, das im März 1919 erschien, war als Sonderheft Georg Tappert gewidmet. Neben Beiträgen von Theodor Däubler, Gerhard Ausleger und Walter Hasenclever enthielt es Briefe Tapperts zum Streit zwischen Wilhelm Morgner und Paul Westheim, dem Herausgeber der Zeitschrift Das Kunstblatt. Nach Verlegung seines Verlags nach Hamburg begann Harms mit der Veröffentlichung der Buchreihe Die Drucke der Schönen Rarität, als dessen Herausgeber der Dichter Niels Hoyer fungierte. Die bis 1922 erschienenen Bände waren Josef Eberz (zu William Shakespeares Sonette an einen geliebten Knaben), Friedrich Feigl, Herman Keil, Frans Masereel und Heinrich Stegemann gewidmet.